# Dendrobium racieanum
Dendrobium racieanum är en orkidéart som beskrevs av William Cavestro. Dendrobium racieanum ingår i släktet Dendrobium, och familjen orkidéer. Inga underarter finns listade i Catalogue of Life.